# Rafael Campo Vives
Rafael Campo Vives es un concertista colombiano de guitarra clásica, compositor, teórico, musicógrafo, arreglista y pedagogo musical, pionero en llevar la música del Caribe colombiano a la guitarra de concierto. Ha publicado más de un centenar de artículos musicales en el periódico El Heraldo de Barranquilla.

## Inicios
Bachiller del Colegio de San José en Barranquilla, Rafael Campo Vives se inició musicalmente con su padre, el compositor Rafael Campo Miranda con quien grabó a muy temprana edad un disco larga de duración a dos guitarras titulado "Guitarras en Percusión" (Sello Tropical). Posteriormente ingresó al Conservatorio de Música “Pedro Biava” de la Universidad del Atlántico donde se graduó como Licenciado en Educación y Pedagogía musical  y guitarrista. Allí realizó estudios con los maestros Pedro Biava (Solfeo, Teoría y Entrenamiento auditivo); Meira del Mar (Historia del Arte y de la Música); Gunter Renz (Piano, Armonía y Morfología musical); Alberto Carbonell (Dirección de coros), Antonio María Peñaloza (Música del Caribe colombiano) y Alfredo Gómez Zureck (Apreciación y crítica musical).
Posteriormente se trasladó a Bogotá e ingresó al Conservatorio Nacional de Colombia donde fueron sus maestros entre otros, el guitarrista Ramiro Isaza Mejía, la cantante lírica María Pardo, el folclorólogo Guillermo Abadía Morales y el musicólogo Otto de Greiff.
Luego viaja a España e ingresa al Real Conservatorio Superior de Música de Madrid (España) y a la Escuela de Artes Musicales “Luthier” de Barcelona donde estudia con renombrados músicos como Luis de Pablo (Composición), Ángel Arteaga (Armonía analítica), Jorge Ariza y José Luis Rodrigo (guitarra de concierto).
Ha sido catedrático de Guitarra, Fundamentos de Teoría, Armonía y Formas musicales en los inicios del Departamento de Música de la Universidad del Norte(Barranquilla).
Actualmente dirige su Academia ARTES MUSICALES en Barranquilla. Colombia, donde ha preparado a más de un centenar de estudiantes en su programa Preuniversitario de Música.

## Concertista
Su actividad como concertista la inicia con el Cuarteto de Guitarra “Espiral” (1982-1983) del cual es cofundador junto a su maestro Ramiro Isaza. Con el cuarteto  ofrece conciertos y recitales por las principales capitales de Colombia. Simultáneamente recibe clases particulares con el guitarrista uruguayo Eduardo Fernández y el arreglista y director de orquesta colombiano Armando Velásquez. Asiste igualmente, a clases magistrales con los concertistas Jürgen Schollmann (Alemania), Angelo Ferraro (Italia), Abel Carlevaro (Uruguay) y Alirio Díaz (Venezuela).
Como concertista de guitarra ha ofrecido numerosos recitales entre Colombia y el exterior. Ha realizado igualmente, música de cámara con el Cuarteto de Guitarras Espiral de Colombia, con las sopranos colombianas Marina Tafur y María Pardo, con la arpista española Miriam del Río y con el guitarrista Julián Navarro. (Dúo Sortilegio). Con las orquestas de Cámara del Real Conservatorio de Madrid y Sinfónica de Barranquilla ha interpretado los conciertos de Antonio Vivaldi y Joaquín Rodrigo (Fantasía para un gentilhombre) bajo la dirección del maestro norteamericano Gary Gardner.

## Conciertos y recitales de guitarra clásica
- Sala Tayrona. Centro Colombo Americano. Bogotá. 1980.

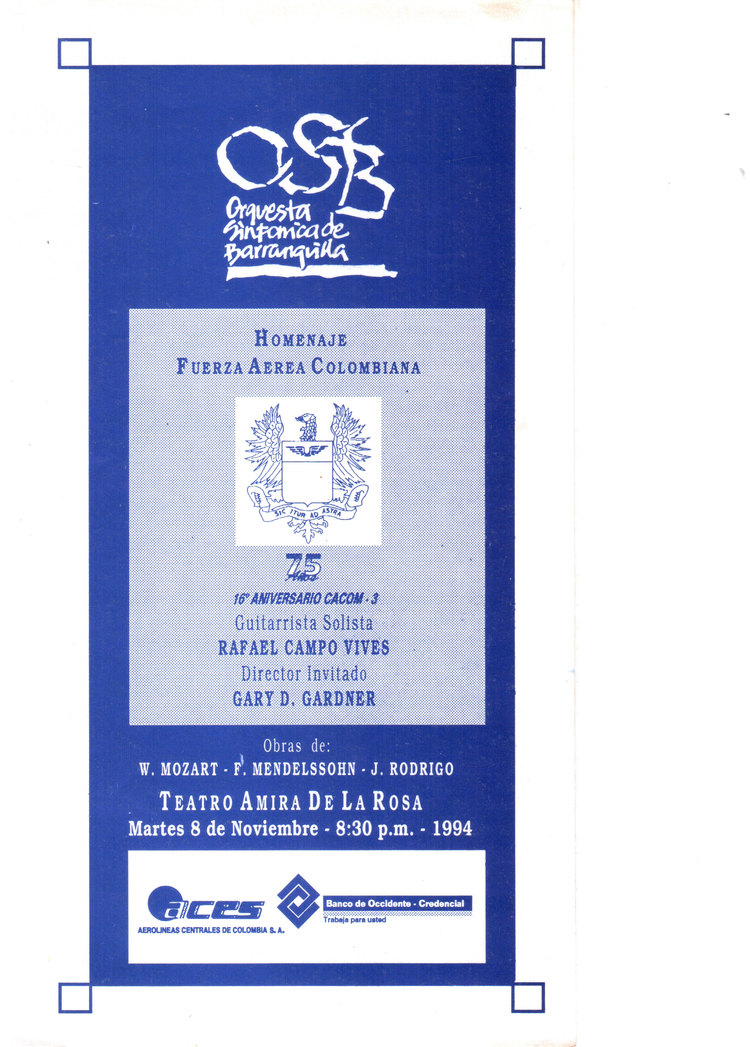
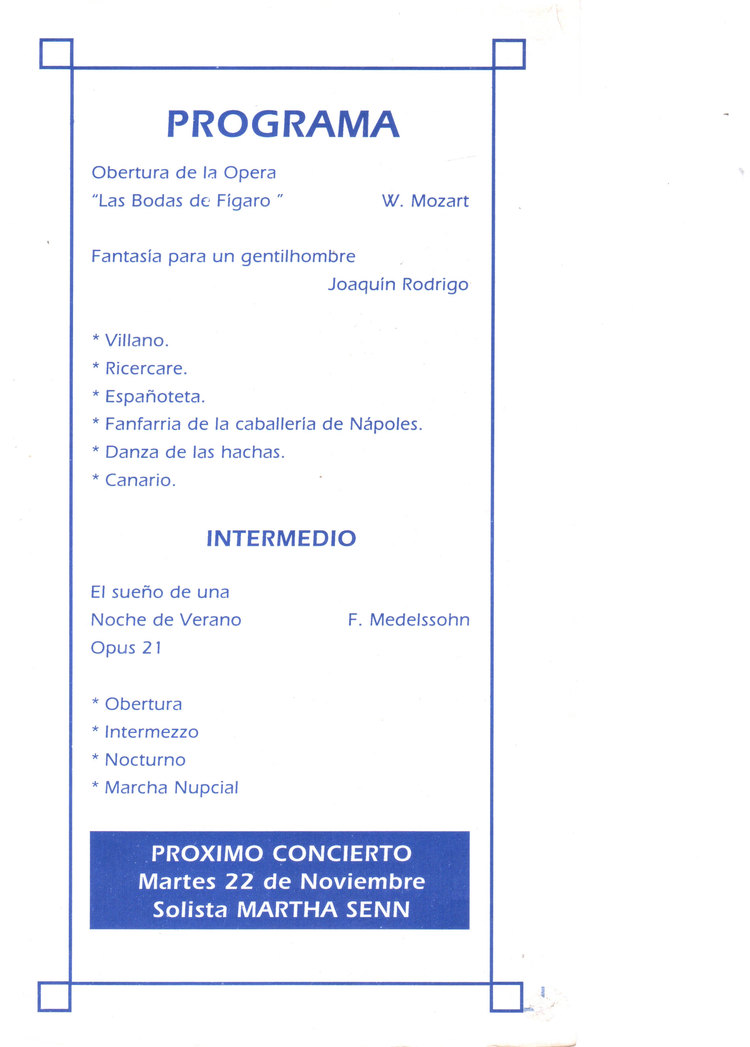
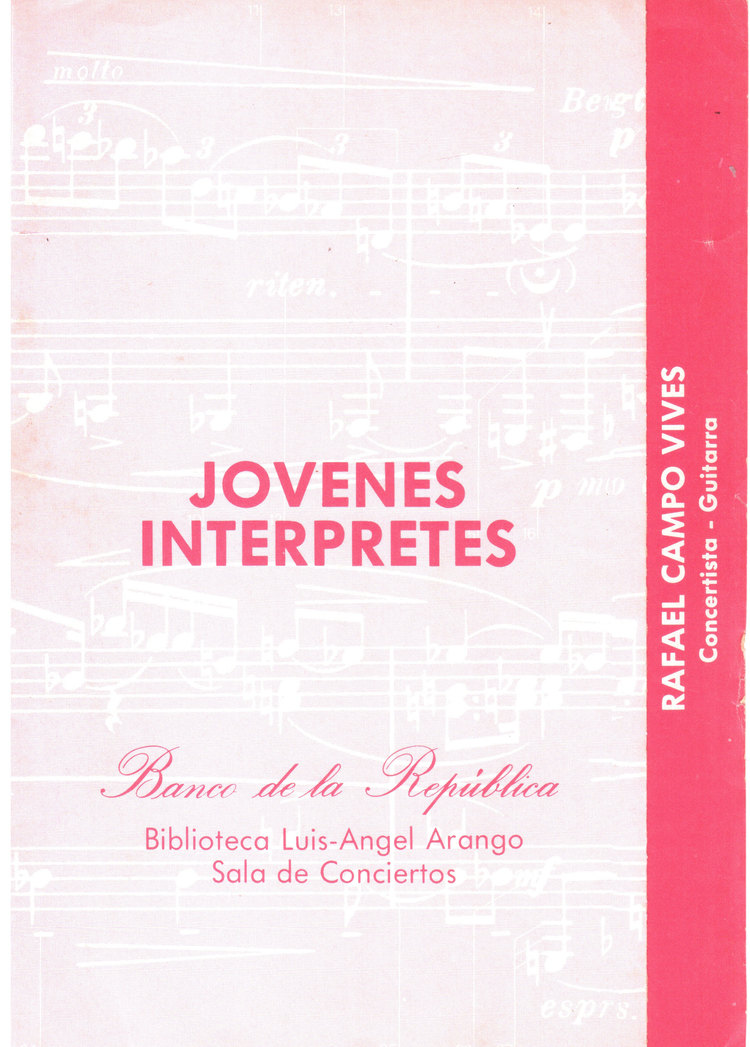
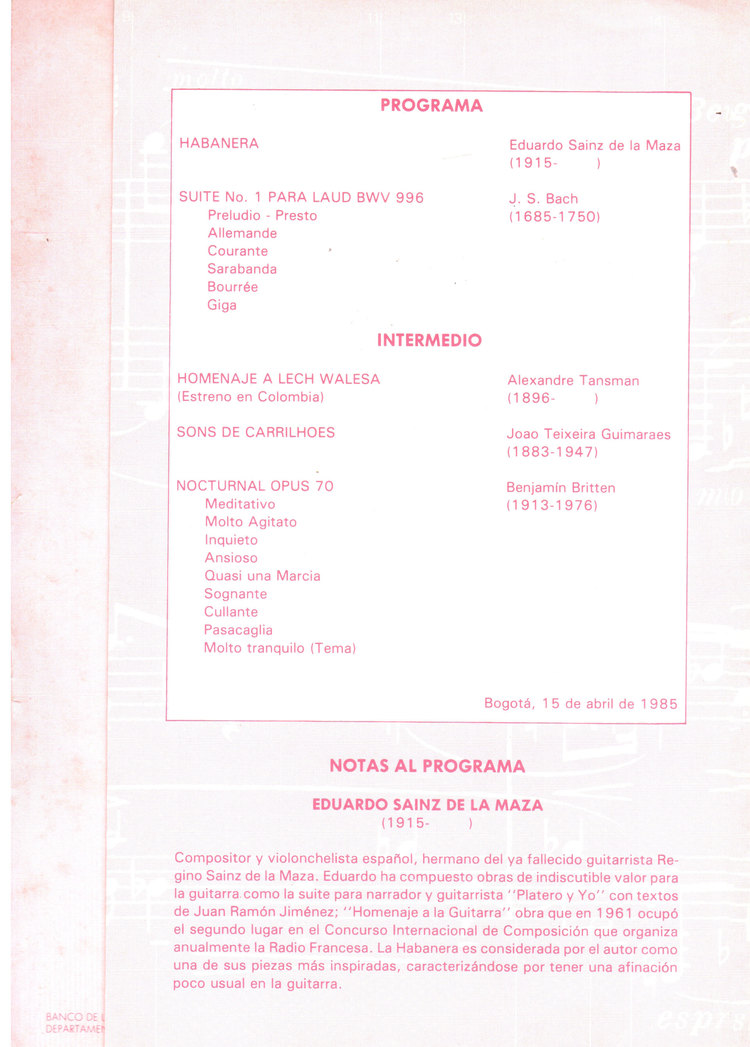
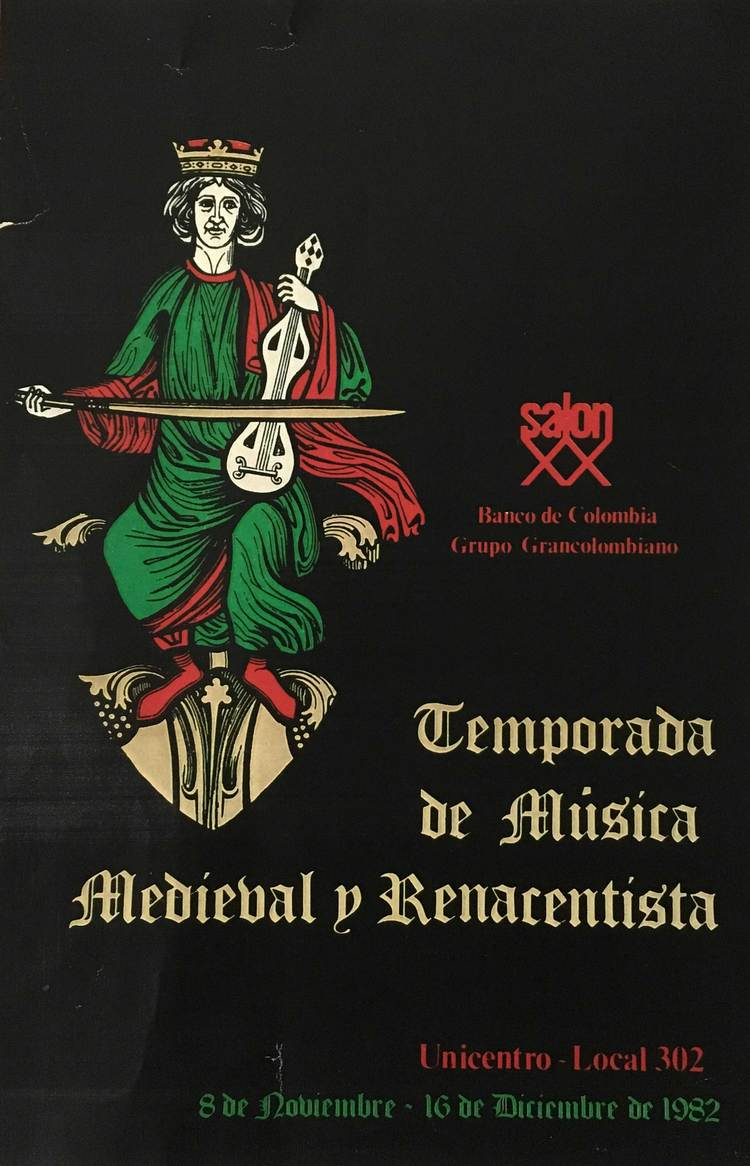
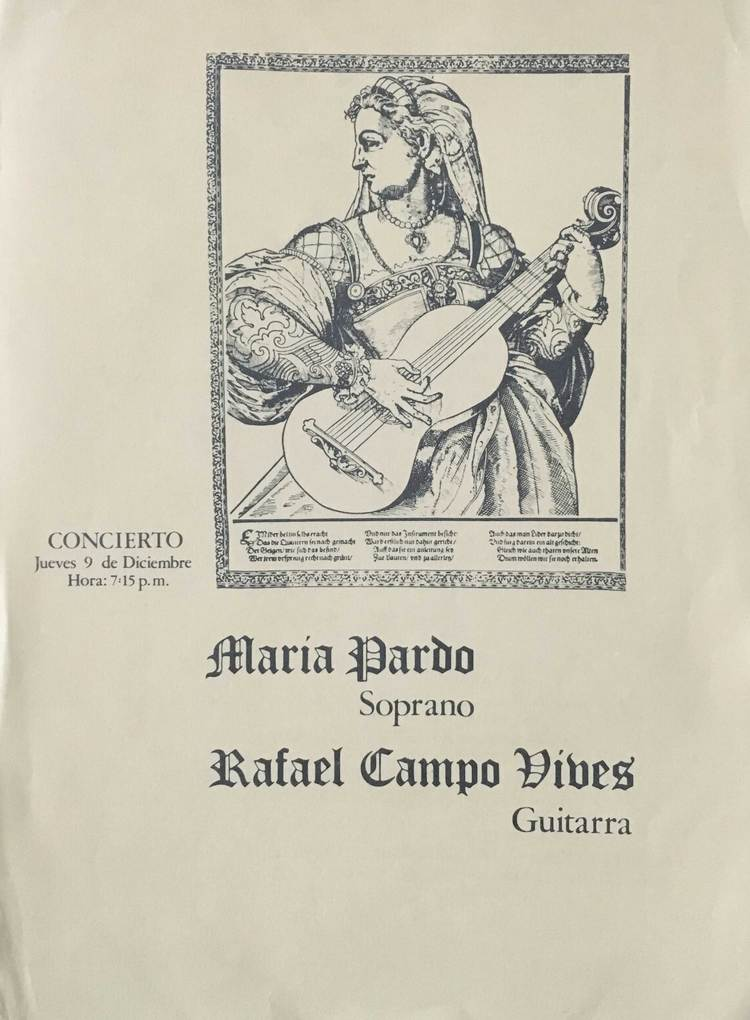
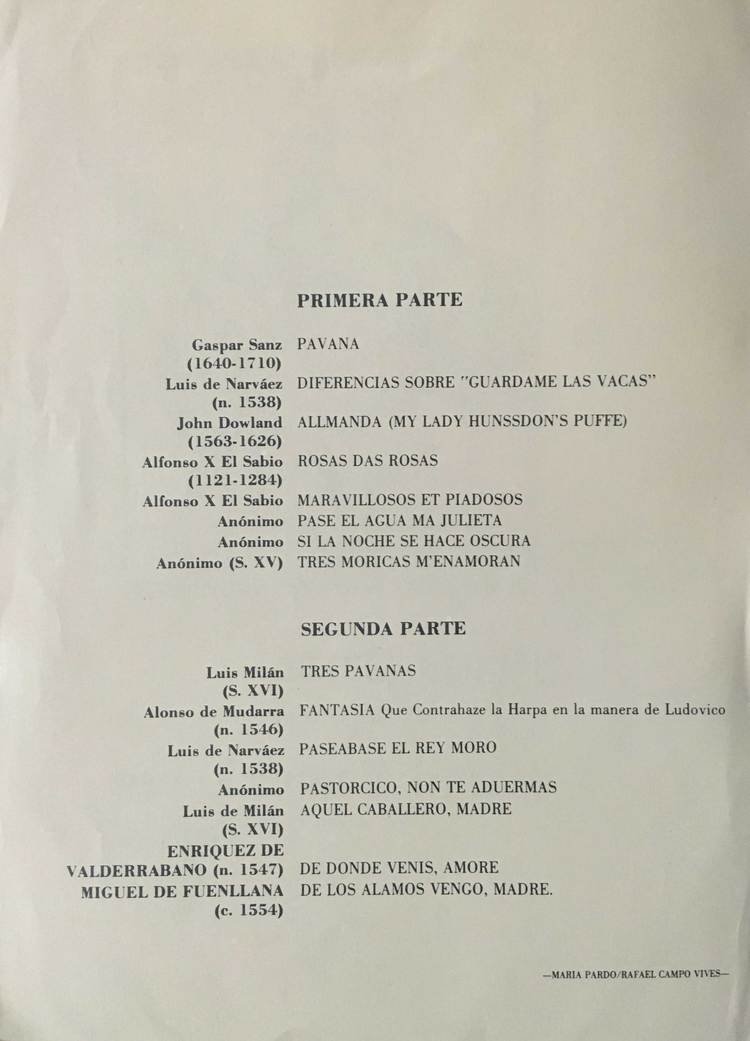

- Alianza Colombo-Francesa. Bogotá. 1981.
- Centro Artístico. Barranquilla. 1981.
- Salón XX. Banco Colombia. Bogotá. 1982
- Auditorio Florentino Vesga. Telecom Colombia. (Cuarteto Espiral). Bogotá. 1982.
- Auditorio del Real Conservatorio Superior de Música. Madrid. España. 1983-1984.
- Auditorio Museo Arqueológico, Casa del Marqués de San Jorge. Bogotá. 1985
- Auditorio del Consejo Británico. Bogotá. 1981
- Auditorio del Real Conservatorio Superior de Música. Madrid. España. 1983
- Auditorio del Fondo Cultural Cafetero. Banco Cafetero. Bogotá. 1988.
- Fundación Juan March. Madrid. España. 1984.
- Sala Luis Ángel Arango. Bogotá. Colombia. 1985.
- Casa del Marqués de San Jorge. Banco Popular. Bogotá. 1985.
- Casa Julio E. Lleras. Banco Central Hipotecario. Bogotá. 1985.
- Salas de conciertos del Banco de la República: Ibagué (1985), Bucaramanga (1985), Cúcuta (1985), Villavicencio (1995), Santa Marta (1986), San Andrés Isla (1987-1991), Cartagena (1986), Montería (1986).
- Centro Cultural Cayena. Universidad del Norte. 1981-1985 1991-1999.  Barranquilla.
- Iglesia de Nuestra Señora del Carmen de Puerto Colombia. Departamento del Atlántico. 1988.
- Auditorio de la Biblioteca Bartolomé Calvo. Cartagena. 1991
- Orquesta Sinfónica de Barranquilla. Director: Moisés Consuegra. (1992) Barranquilla.
- Teatro Municipal “Amira de la Rosa”. Banco de la República. Barranquilla. 1984-1985-1990-1993-1994-2000-1999-
- Auditorio Mario Santodomingo. Biblioteca Piloto del Caribe. Barranquilla.1996.-1999-2010
- Centro Cultural Kashikai. La Mina. Guajira. Colombia. 2004.
- Orquesta Sinfónica de Barranquilla. Director: Gary Gardner. Barranquilla. 1994
- Instituto Distrital de Cultura. 1999. Barranquilla.

- Auditorio Rafael Carrillo López. Valledupar. 2007
- Universidad del Norte. 2010. Barranquilla.
- Concierto del mes. 2010. Barranquilla.
- Centro Colombo Americano. 2011. Barranquilla.

## Docencia musical
- Profesor de Guitarra. Colegio de la Música. Bogotá. 1980.
- Profesor de música y director de coros. Gimnasio de los Cerros. Bogotá. 1982
- Profesor de música y director de coros. ST. George´s School. Bogotá 1982.
- Profesor de música. Liceo Boston. Bogotá. 1986.
- Profesor de música y director de coros. Colegio Alvernia. Bogotá. 1987.
- Profesor  de Guitarra clásica. Escuela de Música “Bikondoa”. Madrid, España. 1983 -1984.
- Profesor de Guitarra clásica, Fundamentos de Teoría, Armonía y Formas Musicales en el Departamento de Música de la Universidad del Norte. Barranquilla. 2010-2011-2012-2013.
- Director- Profesor de la Academia Artes Musicales. Barranquilla. 2000-

## Libros
- Coautor del libro Vivencias musicales de Rafael Campo Miranda Editorial Mejoras. Barranquilla Colombia. 2005

- Tratado Superior sobre Teoría de la Música. (Pendiente de publicación)

## Programas de radio y televisión
- Entrevista de la profesora Marina Quintero para la emisora cultural de la Universidad de Antioquia. Junio 2017.
- Gloria Valencia de Castaño. Correo cultural. Televisión de Colombia
- Pentagrama. Televisión de Colombia
- Panorama (Producciones JES). Televisión de Colombia
- Departamento de Audiovisuales de la Universidad del Norte. Televisión de Colombia
- Programa Olas TV. Telecaribe. Televisión de Colombia
- Mabel Morales. Telecaribe. Televisión de Colombia

## Grabaciones y discos
- Guitarras en Percusión" (Sello Tropical)

- Música para un Documental de Manuel Zapata Olivella escrito para la BBC de Londres. Bogotá. Colombia. 1981.
- Video Orquesta Sinfónica de Barranquilla, homenaje Fuerza Aérea de Colombia. (“Fantasía para un gentilhombre”).
- "Música del Caribe Colombiano para Guitarra” (Álbum discográfico lanzado el día 19 de mayo del 2017 en el Auditorio Mario Santodomingo, Antigua Aduana. Barranquilla. Colombia)

## Composiciones -Transcripciones - Arreglos
- Crepúsculo. (De las Cuatro Piezas del Caribe para Guitarra)
- Son cubano. ((De las Cuatro Piezas del Caribe para Guitarra)
- Brisa marina. ((De las Cuatro Piezas del Caribe para Guitarra
- Aroma Caribe. ((De las Cuatro Piezas del Caribe para Guitarra)
- Acuarela (Vals) (Guitarra)
- Vals Caribe.(Guitarra)
- Dos Danzas del Caribe.(Guitarra)
- Tristezas del alma (Vals). (Guitarra)
- Lamento Náufrago. (Guitarra)
- Loca Obsesión.(Guitarra)
- Homenaje a Joe Arroyo. (Guitarra)
- Introducción, tema y cinco variaciones colombianas sobre un canto marino.(Guitarra)
- Fantasía Caribe No. 1 sobre el tema vallenato "La Gota fría". (Guitarra)
- Fantasía Caribe No. 2 sobre el merengue colombiano “Pájaro Amarillo” (Guitarra)
- Fantasía Caribe No. 3 sobre el porro “Playa, brisa y mar".(Guitarra)
- Divertimento Caribe sobre el tema “Entre palmeras” (Guitarra)
- Fantasía Caribe No. 4 sobre la "Luna de Barranquilla" (Dos Guitarras)
- Fantasía Caribe No. 5 para sobre el merengue "Pájaro amarillo" (Dos guitarras)
- Serenata morisca. (Cuarteto de Guitarras)
- Tema de Amor(El Padrino).(Guitarra)
- El día que me quieras. (Guitarra))
- Recuerdos de Ipacaraí. (Canto y dos Guitarras)
- As time goes by. (Piano)
- Autumn leaves.(Piano)
- Merecumbé. (Piano)
- El día que me quieras.(Piano)
- Contigo en la distancia.(Piano)
- Lamento Náufrago.(Piano)
- Atlántico.(Piano)
- Playa, brisa y mar. (Piano)
- Can`t help falling in love. (Piano)
- Tema de Amor(El Padrino).(Piano)
- Alfonsina y el mar. (Piano)
- Pasión tropical, porro.(Coro mixto).
- Sol de Playa, porro-canción. Intérpretes: Las Emes de Colombia. Sello Fuentes.

## Reconocimientos
- Homenaje de la Universidad del Atlántico por su brillante labor como concertista, compositor y pedagogo, siendo el primer guitarrista graduado en dicha Universidad.(29 de noviembre de 2024).Auditorio Uniatlántico. Barranquilla. Colombia.
- Exaltación a su labor pedagógica musical. Colegio de la música Bogotá. 1989. Pergamino.
- Placa en reconocimiento a su labor musical en Barranquilla. Alfredo de la Espriella. Museo Romántico. 1995. Barranquilla.
- Premio a la excelencia en el aula de clase. 2011. Universidad del Norte. Barranquilla.